# Мухаджирство в Османской империи

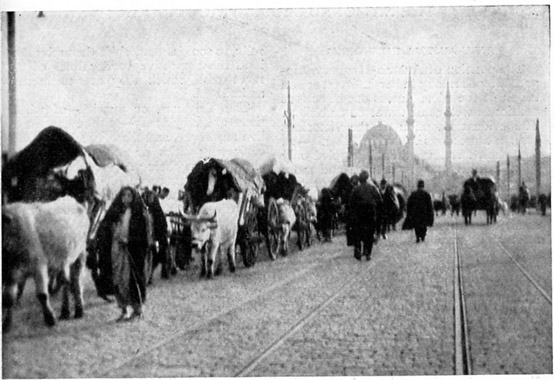
Прибытие балканских мухаджиров в Стамбул. 1912 г.

Туре́цкое мухаджи́рство — массовое переселение мусульман (мухаджиров) в Османскую империю в XVIII—XX веках. На конец XX века не менее четверти мусульманского населения Анатолии представляли собой потомков мухаджиров.

## Первые переселения

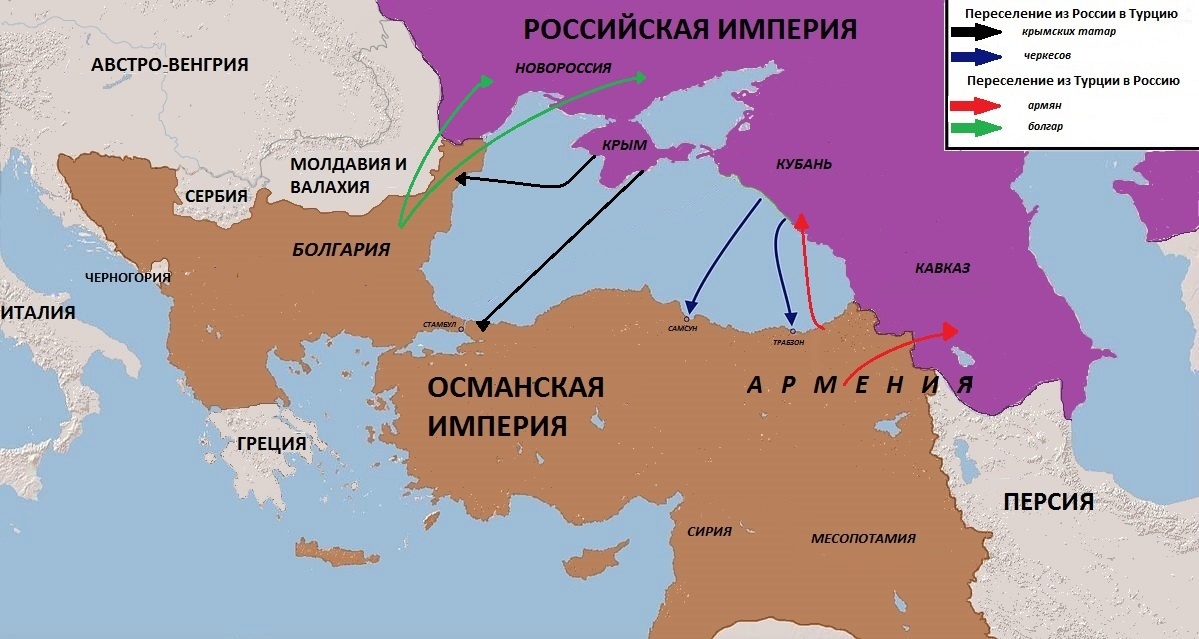
Направления переселения мусульманских народов из Российской империи в Османскую и христианских народов из Османской в Россию

Переселение мусульман стало непременной частью жизни Османской империи со второй половины XVIII века. Первые переселения произошли в 1771 году, при завоевании Крыма в ходе русско-турецкой войны, однако массовым это явление стало во время Крымской войны 1854—1856 годов. Эмиграция крымских татар была вызвана нежеланием оставаться под властью христианского государства. Общее число беженцев из Крыма вероятно превышало полмиллиона человек.
Эмиграция в Османскую империю была не только мусульманской. Сотни русских старообрядцев, бежав от реформ Петра I и Екатерины поселились в Добрудже, вдоль Дуная и на побережье Чёрного моря. Спасаясь от репрессий во время революций 1848—1849 годов тысячи людей бежали в Османскую империю, особенно из Венгрии, Чехии и Польши.
Эти потоки иммигрантов привели в 1857 году к принятию «кодекса переселенца» (тур. Muhacirin Kanunnamesi). Согласно кодексу беднейшие семьи с капиталом менее 60 османских золотых монет получали от государства землю и освобождение от налогов и воинской повинности на 6 лет, если селились в Румелии, и на 12 лет — если в Анатолии. Переселенцам гарантировалась свобода вероисповедания и право строительства культовых сооружений. В 1860 году при министерстве торговли была создана комиссия по делам беженцев (тур. Muhacirin Komisyonu), которая в следующем году стала независимым органом.
Более крупная волна эмиграции была вызвана Кавказской войной. К 1864 году Российская империя установила контроль над горной частью Кавказа. До 1,2 миллиона мусульман, включая целые племена, бежали в Османскую империю от российского владычества. Часто это бегство было вызвано террором местного населения со стороны русской армии, а также грузинских и казачьих нерегулярных формирований.
Эмиграция с Кавказа происходила на фоне политического противостояния Российской и Османской империй. Своего пика она достигла между Крымской войной и войной 1877 - 1878 годов. Американский историк Марк Пинсон описывал это противостояние как «демографическую войну». Обе державы периодически обменивались подданными. Власти Османской империи добивались переселения мусульман приграничных территорий России, чтобы укрепить за их счёт наиболее уязвимые районы своего фронтира на Балканах, в Малой Азии и на Ближнем Востоке. В свою очередь, Россия принимала и расселяла на своих пограничных землях уходившее с территории Османской империи христианское население, прежде всего армян и разные православные меньшинства, укрепляя ими свои южные границы, в том числе на Северном Кавказе и в Закавказье.

## Потеря европейских территорий
| Год   | Число переселенцев | Число семей |
| ----- | ------------------ | ----------- |
| 1876  | 276 389            | 69 000      |
| 1877  | 198 000            | 49 000      |
| 1878  | 76 000             | 19 100      |
| 1879  | 20 763             | 5324        |
| 1880  | 13 898             | 3460        |
| 1881  | 23 098             | 3780        |
| 1882  | 33 941             | 6396        |
| 1883  | 13 748             | 2690        |
| 1884  | 13 522             | 2816        |
| 1885  | 13 365             | 2807        |
| 1886  | 12 084             | 2614        |
| 1887  | 10 107             | 2092        |
| 1888  | 11 753             | 2506        |
| 1889  | 28 451             | 6135        |
| 1890  | 23 220             | 4835        |
| 1891  | 13 778             | 3024        |
| 1892  | 18 437             | 3901        |
| 1893  | 18 778             | 3715        |
| 1894  | 1404               | 2888        |
| 1895  | 6643               | 1237        |
| 1896  | 5846               | 1224        |
| Всего | 833 225            | 198 544     |

Последствия войны 1877—78 годов – освободительной для исконного местного христианского населения – стали катастрофическими для Османской империи, которая потеряла около трети территории и более 20 % населения. На территориях, оказавшихся под оккупацией европейских держав, начались массовые убийства мусульман, результатом чего стало около миллиона беженцев, из которых только около половины вернулось в свои дома после окончания войны. Было убито или умерло от голода 260 000 человек. Для бывших жителей Крыма и Северного Кавказа, переселённых на европейские османские территории, это стало вторым бегством. Оставшиеся в Османской империи 500 000 мухаджиров частично остались в Стамбуле, остальные были переселены в Анатолию, контролируемую империей часть Балкан, Крит и Сирию. Османская империя целенаправленно расселяла мухаджиров в армянонаселенных территориях с целью изменить демографическую ситуацию. Испытав гонения от христиан, эти беженцы активно способствовали антихристианским настроениям в империи.
Следующим ударом для Османской империи явилось поражение в Балканской войне. Империя потеряла 80 % европейских территорий с населением 4,2 миллиона человек (около 15 % населения империи). Потеря Албании, Македонии и Фракии, бывших в составе империи более 500 лет, и являющихся наиболее развитыми провинциями, привело к человеческой, экономической и культурной катастрофе. Война привела к огромному количеству беженцев, около 800 000 человек, из которых половина были мусульманами. Значительное количество беженцев умерло от холеры, привезённой войсками из Сирии. Как и в 1878 году эти, потерявшие всё, беженцы, наводнили Стамбул, среди них также распространялись холера и тиф. В районе Стамбула они построили первое из неразрешённых поселений, в дальнейшем получившие название «геджеконду» (тур. gecekondu). Переселение такой массы людей вызвало огромные проблемы. Однако эта потеря территорий привела к тому что этнические турки, впервые в истории, составили большинство населения империи, а выходцы из развитых европейских провинций составили несоразмерно большую часть османской элиты. Такие политики, как министр внутренних дел Талаат-паша, губернатор Измира Рахми, Мустафа Кемаль были родом с Балкан и потеряли свою родину.
В турецкой исторической памяти эти события с 1870-х до конца балканских войн в 1913 известны как sökümü — «бедствие».

## Депортации и обмен населения с Грецией
В конце XIX — начале XX века по политическим и военным причинам были ликвидированы ряд этнических и религиозных общин в Малой Азии и на Балканах, этот процесс затронул более 3 миллионов человек. До 1914 года беженцы в основном были мусульмане. Коллективная турецкая травма от потери европейских территорий привела турок к убеждению о необходимости создания родины в Малой Азии, в основном населённой мусульманами, что вызвало изгнание из Османской империи греков и армян. В результате произошли геноцид армян и греков. На этом историческом фоне было принято решение об обмене этнических меньшинств между Грецией и Турцией.
Во время войны около 50 000 болгар из оставшейся под контролем османов Восточной Фракии бежали в Болгарию, аналогичное число турок бежали в обратном направлении. Для улучшения положения беженцев 29 сентября 1913 года Болгария и Турция подписали протокол об обмене мирного населения, согласно которому предполагалась совместная комиссия, которая должна была дать оценку оставленного имущества. Эти планы не осуществились из-за начавшейся первой мировой войны, однако послужили моделью для следующего соглашения об обмене населением. В начале 1914 года Талаат-паша поручил представителю партии «Единение и прогресс» Махмуду Джелялю (тур. Mahmut Celâl) тюркизировать западное побережье империи. Для реализации этого Джеляль совместно со «Специальной организацией» угрозами и запугиванием вынудил 200 000 греков бежать на греческие острова Эгейского моря. В мае того же года османское правительство заключило договор с греческим премьер-министром Венизелосом о добровольном обмене греческого и турецкого населения, однако и этот договор был приостановлен из-за первой мировой войны. Во время войны греки, в отличие от армян и ассирийцев, не подвергались массовым убийствам, однако после вступления Греции в войну на стороне Антанты многие греки были переселены вглубь Анатолии из-за опасений в нелояльности. Греческие солдаты призывались в основном в трудовые батальоны.
После Мудроского перемирия греки выдвинули претензии по Смирне и в мае 1919 года заняли этот город. Вместе с греческой армией в город вернулись покинувшие его греческие беженцы. Мирный Севрский договор между странами Антанты и Османской империей зафиксировал эти греческие приобретения. Однако националистически настроенное население Анатолии отказалось признать договор. Воспользовавшись этим греческая армия углубилась внутрь Анатолии однако была остановлена перед Анкарой в сентябре 1921 года. 9 сентября 1922 года Смирна была взята турецкими войсками. Боясь репрессий со стороны турок подавляющее большинство греческого населения, вероятно от 400 000 до 500 000, также бежало. К этому времени на территории Османской империи оставались две большие греческие общины: в центральной Анатолии и понтийские греки на восточном побережье Чёрного моря. Предложение об обмене греков Анатолии и мусульман Греции впервые было озвучено Фритьофом Нансеном и положительно воспринят Грецией, принявшей 750 000 иммигрантов. Предполагалось обменять их на 600 000 мусульман, что должно было смягчить жилищную проблему в Греции. Договор об обмене был заключён в Лозанне 24 июля 1923 года и узаконил все депортации имевшие место с 1912 года. Поскольку мусульманское население в основном было представлено крестьянами, их расселение в Анатолии производилось в районах с соответствующим климатом. Комиссия по переселению продолжала свою работу до 1934 года.

## Итоги
К моменту основания Турецкой республики мухаджиры и их потомки составляли более 20 % населения. В соответствии с турецкой политикой планировалась религиозная гомогенизация республики и обмен населения воспринимался как необходимая часть строительства турецкой нации, а фактическая потеря коммерческого и промышленного среднего класса, состоящего из представителей христианских меньшинств, была той ценой, которую страна платила за полную независимость.

## Мусульманские беженцы в современной Турции
В 1989 году правительство Болгарии активизировало политику насильственной ассимиляции турецко-мусульманского этнического меньшинства, что привело к бегству 344 000 болгарских турок в Турцию. Однако Турция не смогла разместить у себя такое количество беженцев и большинство из них через год вернулось в Болгарию.